# حکایت عاشقی
حکایت عاشقی فیلمی به کارگردانی و نویسندگی احمد رمضان‌زاده و تهیه‌کنندگی مسعود جعفری جوزانی ساخته سال ۱۳۹۳ است.
این فیلم در تاریخ ۲۵ دی ۱۳۹۴ در سینماهای ایران اکران شده است.

## داستان فیلم
این فیلم داستان قصه عشق یک خبرنگار ایرانی به یکی از بازماندگان بمباران شیمیایی حلبچه است.

## سی و سومین جشنواره فیلم فجر
| قسمت                       | نامزد        | نتیجه    |
| -------------------------- | ------------ | -------- |
| بهترین بازیگر نقش مکمل مرد | بهمن زرین‌پور | نامزدشده |